# Kerkáskápolna
Kerkáskápolna là một thị trấn thuộc hạt Vas, Hungary. Thị trấn này có diện tích 9,2 km², dân số năm 2010 là 98 người, mật độ 11 người/km².